# Jorge Campos
Jorge Campos Navarrete (Acapulco, 15 oktober 1966) is een voormalig Mexicaans profvoetballer en voetbaltrainer, die speelde als doelman en spits. Hij is een van de bekendste Mexicaanse spelers uit de jaren negentig. Campos was een excentrieke doelman, bekend om zijn acties buiten het strafschopgebied, zijn atletische stijl en zijn opvallende kleding. Hij was klein voor een doelman (1,68 meter), maar wist dit te verbergen door zijn snelheid en bekwaamheid in het doel.
Ook als spits deed Campos het niet onverdienstelijk. Bij zijn clubs begon hij vaak als doelman en werd hij als spits ingezet als zijn ploeg achterstond. Op deze manier maakte hij achtendertig doelpunten, waarmee hij de op drie na meest scorende doelman ooit is. Alleen Rogério Ceni, José Luis Chilavert en René Higuita gaan hem voor.

## Clubcarrière
Campos startte zijn carrière in 1989 bij Pumas UNAM in Mexico. Op dat moment was Adolfo Rios eerste doelman van de club, maar omdat Campos graag in het eerste elftal wilde spelen, vroeg hij of hij als spits gebruikt kon worden. De trainer ging akkoord en in zijn eerst seizoen scoorde Campos veertien doelpunten en deed hij zelfs mee om de topscorerstitel. Hij won in datzelfde jaar de CONCACAF Champions Cup.
Tijdens het seizoen dat volgde werd Campos eerste doelman en in 1990/91 werd hij kampioen van Mexico.
In 1997 werd hij nogmaals kampioen, deze keer met Cruz Azul. Hier was hij tweede doelman, achter Óscar Pérez en werd hij meestal als invaller in de spits gebruikt.

## Interlandcarrière
Campos nam als eerste doelman van Mexico deel aan de WK's van 1994 en 1998. In totaal speelde hij honderdendertig interlands voor zijn land. Campos vertegenwoordigde zijn vaderland eveneens op de Olympische Zomerspelen van 1996 in Atlanta, waar de Mexicaanse ploeg onder leiding van bondscoach Carlos de los Cobos in de kwartfinales werd uitgeschakeld door de latere winnaar Nigeria. Campos was een van de drie dispensatiespelers in de selectie. 
In 1993 en 1996 won Campos met Mexico de CONCACAF Gold Cup en werden in 1999 tevens de FIFA Confederations Cup en Pan-Amerikaanse Spelen gewonnen.
In 1999 werd zijn vader ontvoerd, waarop Campos van een toernooi terugkeerde naar Mexico.
Nadat hij gestopt was met voetballen werd Campos assistent-trainer van Ricardo Lavolpe, de voormalig bondscoach van Mexico. Hij was ook assistent van Mexico tijdens het WK 2006.

## Erelijst
| Competitie             |        |               |      |      |
| Competitie             | Aantal | Jaren         |      |      |
| UNAM                   | UNAM   | UNAM          | UNAM | UNAM |
| ---------------------- | ------ | ------------- | ---- | ---- |
| Internationaal         |        |               |      |      |
| CONCACAF Champions Cup | 1x     | 1989          |      |      |
| Nationaal              |        |               |      |      |
| Primera División       | 1x     | 1990/91       |      |      |
| Cruz Azul              |        |               |      |      |
| Primera División       | 1x     | 1997 Invierno |      |      |
| Chicago Fire           |        |               |      |      |
| MLS Cup                | 1x     | 1998          |      |      |
| Lamar Hunt US Open Cup | 1x     | 1998          |      |      |

| Competitie              | Winnaar | Winnaar    | Runner-up | Runner-up | Derde  | Derde  |
| Competitie              | Aantal  | Jaren      | Aantal    | Jaren     | Aantal | Jaren  |
| Mexico                  | Mexico  | Mexico     | Mexico    | Mexico    | Mexico | Mexico |
| ----------------------- | ------- | ---------- | --------- | --------- | ------ | ------ |
| FIFA Confederations Cup | 1x      | 1999       |           |           |        |        |
| CONCACAF Gold Cup       | 2x      | 1993, 1996 |           |           |        |        |
| Pan-Amerikaanse Spelen  | 1x      | 1999       |           |           |        |        |

## Trivia
- Aangezien hij ook een goede spits was, kreeg Campos soms het rugnummer 9 van zijn club, een nummer dat meestal gedragen wordt door een aanvaller.
- Vreemd genoeg speelde hij vaker als spits met nummer 1 en als doelman met nummer 9 dan andersom.
- In 1997 scoorde Campos via een omhaal voor zijn club CF Atlante.
- Campos begon een fastfoodrestaurant genaamd Sportortas-Campos.